# Stone frigate
Stone frigate (deutsch wörtlich: „Steinfregatte“) ist der englischsprachige militärische Fachbegriff für Stützpunkte und Küsteneinrichtungen der Royal Navy (RN) sowie einiger Marinen anderer Commonwealth-Staaten, insbesondere für deren Küstenbefestigungen.
Im Gegensatz zu einer üblichen Fregatte, also einem schwimmenden Kriegsschiff aus Holz oder Metall, handelt es sich bei einer Steinfregatte um eine feste Einrichtung im wahren Wortsinn aus Stein und damit zwar unbeweglich, aber auch unsinkbar. Beispiele sind beziehungsweise waren HMS Collingwood und HMS Mercury der RN sowie HMAS Harman der Royal Australian Navy.

## Namensursprung

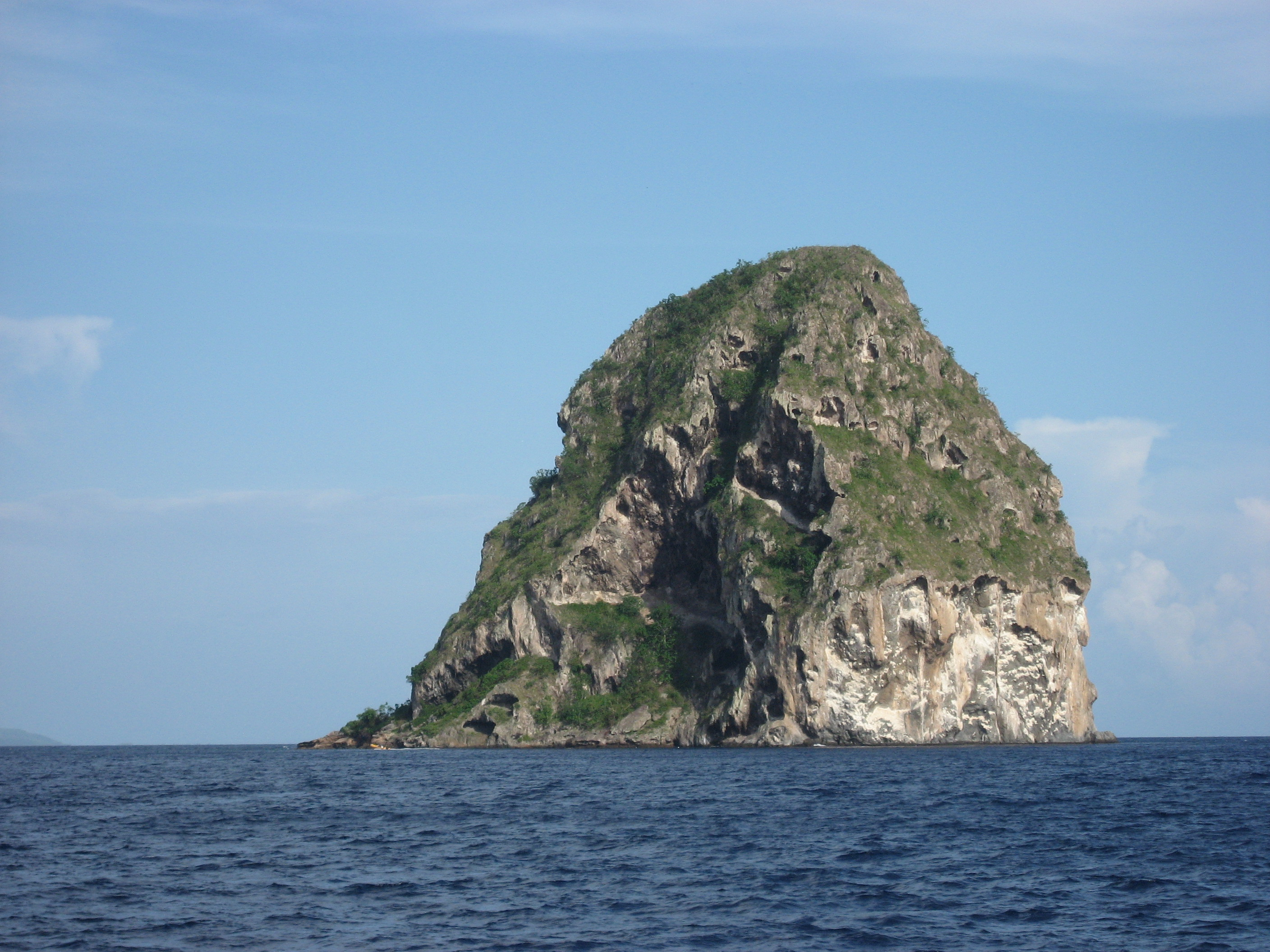
Der Diamantfelsen nahe Martinique

Als Ursprung dieses Begriffs und erste „Steinfregatte“ der RN gilt HMS Diamond Rock (Bild). Dabei handelt es sich um einen Basaltfelsen mit dem französischen Namen Rocher du Diamant, der in der Karibik etwa 2 km vor der Südwestküste Martiniques knapp 200 m aus dem Meer emporragt.
Dieser Felsen wurde während der Napoleonischen Kriege im Jahr 1804 von britischen Streitkräften besetzt und zu einer Festung mit einer über hundert Mann starken Garnison und fünf Kanonen ausgebaut. Diese Batterie behinderte 17 Monate lang den französischen Schiffsverkehr zwischen Martinique und St. Lucia und wurde als Sloop HMS Diamond Rock ins Register der RN aufgenommen.